# Blanca de Nàpols
Blanca d'Anjou o Blanca de Nàpols (Nàpols, 1283 - Barcelona, 13 d'octubre de 1310) fou princesa de Nàpols i reina consort de la Corona d'Aragó (1295 - 1310) pel seu matrimoni amb Jaume el Just.
Com a conseqüència de la incorporació del regne de Sicília a la Corona d'Aragó, l'enemistat entre els Anjou, membres de la casa reial francesa, i el Casal de Barcelona s'accentuà i es manifestà en diversos enfrontaments bèl·lics. El 1284, Carles, príncep de Salern i fill de Carles d'Anjou, fou fet presoner per Roger de Llúria i tancat al castell de Matagrifó, a Messina. El príncep de Salern, anomenat també Carles II d'Anjou, de Nàpols o el Coix, estava casat amb Maria d'Hongria i tenia 14 fills. Abans de ser embarcat cap a Catalunya, Jaume visità l'il·lustre presoner i pactà amb ell, entre altres coses, la renúncia de Carles el Coix al regne de Sicília a canvi del casament de Jaume amb una filla seva, Blanca, que era encara una nena. El presoner fou transportat a Catalunya i tancat al castell de Ciurana a l'espera que es portessin a terme les condicions acordades. Al cap de poc tres fills substituïren el pare com a ostatges del compromís per complir i quedà lliure.
El 1286, Jaume fou proclamat rei de Sicília i el 1291 rei de la Corona d'Aragó com a Jaume II. El 1295, en el tractat d'Anagni, Jaume II es comprometé oficialment a casar-se amb Blanca d'Anjou. Les noces tingueren lloc el 29 d'octubre de 1295 a Vilabertran, aleshores domini del vescomtat de Rocabertí, amb tota solemnitat. La parella es veia per primera vegada. Ella tenia uns 12 anys i ell uns 28. D'aquest matrimoni nasqueren 10 fills: Jaume, Maria, Alfons, Constança, Joan, les bessones Isabel i Blanca, Pere, Ramon Berenguer i Violant. La parella s'avingué i foren model de convivència i mostraren una religiositat molt rigorosa, a més de grans admiradors del raonament teològic d'Arnau de Vilanova. Residiren, a banda de les grans ciutats, a Tortosa, a Montblanc i a Santes Creus, monestir a qui ella va beneficiar molt i on va ser enterrada.
Malgrat la seva continuada maternitat, Blanca solia acompanyar el rei allà on anés i arribà fins a Almeria, Roma o Sicília. Jaume II, sol·lícit, intentava que les incomoditats dels viatges fossin mínimes. En les qüestions d'estat mostrà sempre una predisposició a negociar abans que guerrejar. L'any 1304 participà en la trobada de Tarassona, on els monarques catalans i castellans pactarien una pau que posés fi a la guerra que generava el repartiment del regne de Múrcia. Com a mitjancers hi assistiren els reis de Portugal.
Blanca i el seu espòs s'inclinaren per fer una política matrimonial entre les famílies reials catalana i especialment la napolitana que afermés la pau d'Agnani: els nombrosos fills que tingueren foren promesos de ben petits amb altres cases reials per poder influir en temes de govern a través d'ells en els països amb els quals emparentaven.
Malgrat conservar-se molta documentació del període que visqué costa trobar informació de caràcter personal. Se sap que mantingué una animada correspondència especialment amb la seva família però només queden les còpies resumides de les contestes. El 1308, preveient la seva fi quan anava a infantar el seu novè fill, atorgà testament on remarcava els perills que corrien les dones abans, durant i després del part.
Blanca d'Anjou va morir al Palau Reial de Barcelona el 13 d'Octubre de 1310 després de donar a llum el seu desè fill, Violant. Es troba enterrada al Monestir de Santes Creus en un mausoleu compartit amb el seu espòs Jaume II el Just.
Fou una reina caritativa i pietosa. És venerada com a beata en l'àmbit de l'orde mercedari, que la celebrava el dia 12 de novembre.

## Núpcies i descendents
Filla del rei Carles II de Nàpols i la seva esposa Maria d'Hongria. Era neta per línia paterna del duc Carles I d'Anjou i la comtessa Beatriu I de Provença, i per línia materna d'Esteve V d'Hongria i Elisabet Cumana. Fou germana dels reis Carles I d'Hongria i Robert I de Nàpols.
Es casà el 29 d'octubre de 1295 a Santa Maria de Vilabertran (Comtat d'Empúries) amb el comte-rei Jaume II el Just a conseqüència del Tractat de Cefalù (1284), essent la seva segona esposa, amb el qual va tenir 10 fills:
- l'infant Jaume d'Aragó (1296 - 1334). Va renunciar als seus drets el 1331 i va refusar casar-se amb Elionor de Castella i Portugal, entrant a l'ordre de Montesa[5]
- l'infant Alfons el Benigne (1299 - 1336), comte de Barcelona i rei d'Aragó
- la infanta Maria d'Aragó (1299 - 1347), casada amb Pere de Castella, fill de Sanç IV de Castella
- la infanta Constança d'Aragó (1300 - 1327), que es va casar amb Joan Manuel de Castella
- la infanta Elisabet d'Aragó (1302 - 1330), casada el 1315 amb Frederic III d'Àustria
- l'infant Joan d'Aragó (1304 - 1334), que va ser el primer arquebisbe de Toledo i després de Tarragona, i Patriarca d'Alexandria
- l'infant Pere d'Aragó (1305 - 1381), comte de Ribagorça, Empúries i Prades
- la infanta Blanca d'Aragó (1307 - 1348), religiosa priora del monestir de Sixena.[5]
- l'infant Ramon Berenguer d'Aragó (1308 - 1366), comte d'Empúries i Prades i baró d'Entença.[5]
- la infanta Violant d'Aragó (1310 - 1353), casada amb Felip, dèspota de Romania i fill de Felip I de Tàrent